# Gianluca Costamagna
Gianluca Costamagna (Torino, 23 gennaio 1969) è un tecnico del suono italiano, vincitore del Nastro d'argento al migliore sonoro in presa diretta nel 2021.

## Biografia
Conseguì la maturità classica iscrivendosi successivamente al Centro sperimentale di cinematografia. Diplomatosi nel 1997, intraprese immediatamente la carriera in ambito cinematografico.

## Filmografia

### Cinema
- Terra di mezzo, regia di Matteo Garrone (1996)
- Voglio una donnaaa!, regia di Luca Mazzieri (1998)
- Autunno, regia di Nina Di Majo (1999)
- Appassionate, regia di Tonino De Bernardi (1999)
- Giorni, regia di Laura Muscardin (2001)
- L'uomo in più, regia di Paolo Sorrentino (2001)
- Cuore scatenato, regia di Gianluca Sodaro (2003)
- Nemmeno il destino, regia di Daniele Gaglianone (2004)
- Tartarughe sul dorso, regia di Stefano Pasetto (2004)
- Texas, regia di Fausto Paravicino (2005)
- Lettere dal Sahara, regia di Vittorio De Seta (2005)
- Cover-boy, regia di Carmine Amoroso (2006)
- Apnea, regia di Roberto Dordit (2007)
- Valzer, regia di Salvatore Maira (2007)
- L'uomo che ama, regia di Maria Sole Tognazzi (2008)
- Figli delle stelle, regia di Lucio Pellegrini (2010)
- Il mio paese, regia di André Ristum (2011)
- Gianni e le donne, regia di Gianni Di Gregorio (2011)
- Tutta colpa della musica, regia di Ricky Tognazzi (2011)
- L'industriale, regia di Giuliano Montaldo (2011)
- Cosimo e Nicole, regia di Francesco Amato (2012)
- Il rosso e il blu, regia di Giuseppe Piccioni (2012)
- Buoni a nulla, regia di Gianni Di Gregorio (2014)
- I ponti di Sarajevo, regia collettiva (2014)
- Non lo so ancora, regia di Fabiana Sargentini (2014)
- Ti ricordi di me?, regia di Rolando Ravello (2014)
- La felicità è un sistema complesso, regia di Gianni Zanasi (2015)
- Un bacio, regia di Ivan Cotroneo (2016)
- Un paese quasi perfetto, regia di Massimo Gaudioso (2016)
- Lasciati andare, regia di Francesco Amato (2017)
- La Befana vien di notte, regia di Michele Soavi (2018)
- Ride, regia di Valerio Mastandrea (2018)
- Domani è un altro giorno, regia di Simone Spada (2019)
- L'immortale, regia di Marco D'Amore (2019)
- 18 regali, regia di Francesco Amato (2020)
- Cosa sarà, regia di Francesco Bruni (2020)
- Le sorelle Macaluso, regia di Emma Dante (2020)

### Televisione
- La freccia nera (2006)
- Non pensarci - La serie (2009)
- Gomorra - La serie (2014 - in produzione)

## Premi e riconoscimenti
- 2021 - Nastro d'argento[2]

Migliore sonoro in presa diretta - Le sorelle Macaluso